# Khan el-Franj

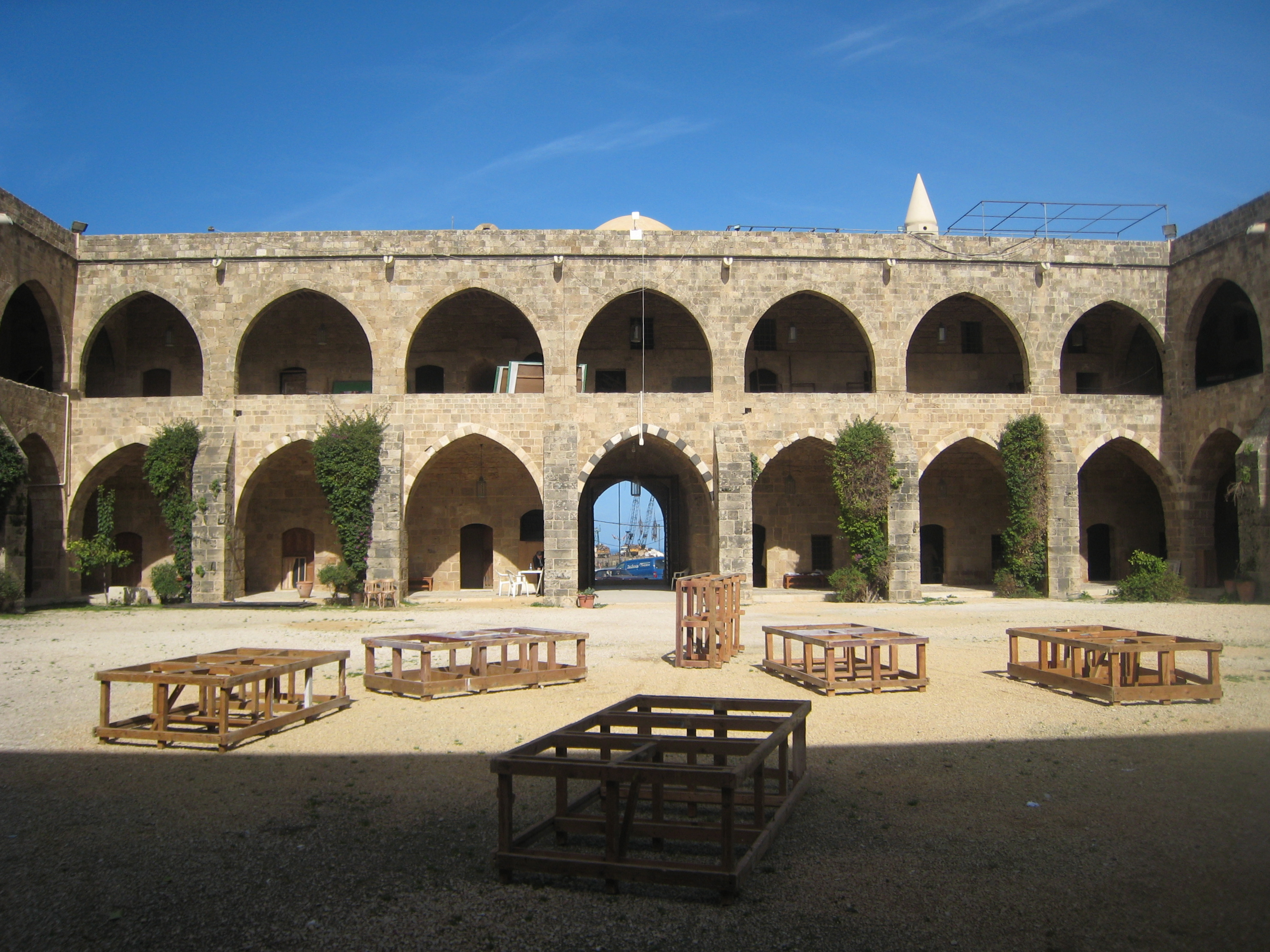
Le caravansérail en 2009

Khan el-Franj (ou Khan al-Franj), littéralement le khan des Francs, est un caravansérail ottoman (un lieu où les caravanes de marchands font halte et peuvent s'abriter) situé à Sidon (aussi appelée Saïda), dans le Liban actuel.
Le khan est un édifice rectangulaire de 58 m sur 58.

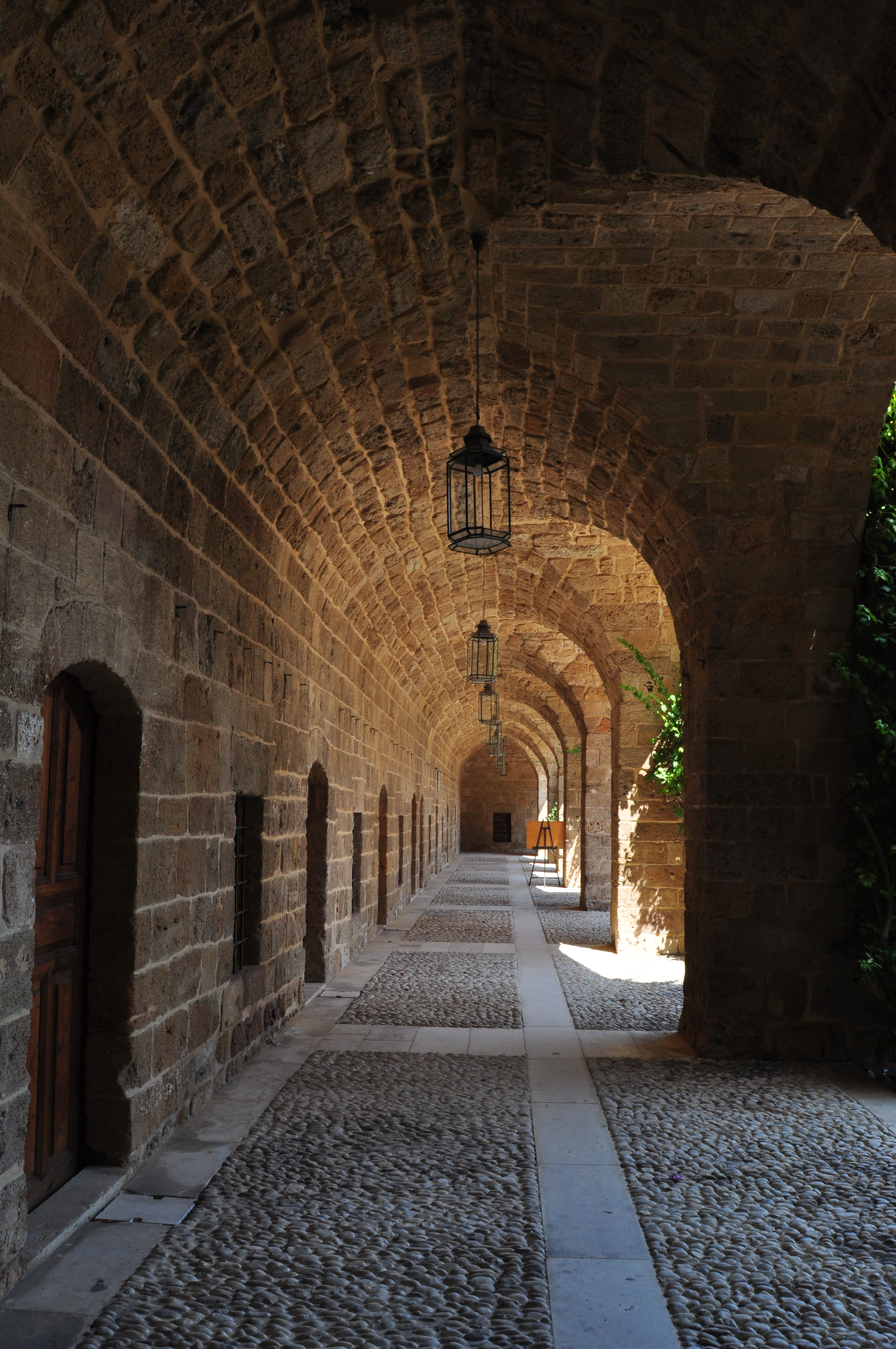
Rez-de-chaussée du caravansérail

## Histoire
La construction de Khan al-Franj est communément et à tort attribuée à l'émir druze et gouverneur de Sidon, Fakhreddine II. Le véritable fondateur du complexe est le grand vizir Sokollu Mehmet Pacha (1505-1579), probablement vers 1560. Il a reçu son nom moderne, qui se traduit par « caravansérail des Francs », du fait de l'importante présence de marchands français parmi ses occupants au XVIIe siècle. Il a abrité le consul de France vers 1616, jusqu'à ce que le consul déménage dans une propriété voisine qui lui était spécifiquement dédiée. Il s'agit d'une maison appartenant autrefois à la famille Ma'ni de Fakhreddine, le Dar al-Musilmani, dans les années 1630 (d’après la waqfiyya de Küçük Ahmad Pasha de 1637). Il est appelé dans les documents officiels de l'époque Khan Ibrahim Khan, du nom du premier fils de Sokollu Mehmet Pacha, Ibrahim Khan.
L'édifice a participé à l'augmentation des relations commerciales entre la France et le Liban à l'époque moderne[source insuffisante].
Au vingtième siècle, la guerre civile libanaise a engendré d'importants dégâts, le khan n'a été restauré que plus tard.